# Tournoi de tennis d'Aix-en-Provence (WTA 1973)
Le tournoi d'Aix-en-Provence est un tournoi de tennis professionnel. L'édition féminine 1973 se dispute du 10 au 16 septembre 1973.
A-M Ganzabal remporte le simple dames. En finale, elle bat Seagalen, décrochant à cette occasion le 1er titre de sa carrière sur le circuit WTA.

## Résultats en simple

### Tableau final
|  |              |  |   |   |  |
|  | Finale       |  |   |   |  |
|  |              |  |   |   |  |
|  |              |  |   |   |  |
|  | A-M Ganzabal |  | 6 | 6 |  |
|  | A-M Ganzabal |  | 6 | 6 |  |
|  | Seagalen     |  | 3 | 4 |  |